# Yahşiler
Yahşiler ist ein Dorf im Landkreis Tavas der türkischen Provinz Denizli. Yahşiler liegt etwa 65 km südwestlich der Provinzhauptstadt Denizli und 21 km nordwestlich von Tavas. Yahşiler hatte laut der letzten Volkszählung 1.356 Einwohner (Stand: Ende Dezember 2010).